# Rancho Mirage

Położenie Rancho Mirage w hrabstwie Riverside

Rancho Mirage – miasto w Stanach Zjednoczonych położone w środkowej części hrabstwa Riverside w Kalifornii. Liczba mieszkańców 13 249 (2000). Rzeczywista liczba ludności może przekraczać 20 tys.

## Położenie
Rancho Mirage znajduje się na pustyni Mojave, w pustynnej, sztucznie nawadnianej Dolinie Coachella ok. 195 km na południowy wschód od Los Angeles i ok. 112 km na wschód, od stolicy hrabstwa, miasta Riverside. Położone jest pomiędzy Cathedral City a miastem Palm Desert.

## Historia
Prawa miejskie od 1973 roku. W XXI w. nastąpił przyrost ludności miasta. W mieście znajdują się pola golfowe oraz ośrodki wypoczynkowe.
W grudniu 2006 r. w Rancho Mirage zmarł Gerald R. Ford Jr., 38. prezydent Stanów Zjednoczonych, a w sierpniu 2020 Trini Lopez, piosenkarz i aktor.